# Ñanducita
Ñanducita es una localidad argentina del departamento San Cristóbal, en la provincia de Santa Fe, a 142 km al norte de la ciudad capital Santa Fe, por las RN 11 y ruta provincial 2.

## Población
Cuenta con 222 habitantes (Indec, 2010), lo que representa un descenso frente a los 241 habitantes (Indec, 2001) del censo anterior.
| Gráfica de evolución demográfica de Ñanducita entre 1991 y 2010 |
|                                                                 |
| Fuente: Censos nacionales del INDEC                             |

## Historia
En la última década del siglo XVIII, las naciones del chaco se defendían de Santa Fe y sus pueblos del norte, cayéndoles  sorpresivamente, haciendo justicia de tanto despojo, por ende se hizo preciso establecer una línea de defensa mejor guarnecida. Para ello se dispuso ubicar la misma a los 30° 30` de latitud construyendo 4 fortalezas, situadas de este a oeste serían una sobre el saladillo dulce (Fortín Almagro), otra en Esquina Grande, flanqueado por el río Salado arroyo Arismendi y San Antonio ( Soledad), la tercera en el paraje de Virginia y la cuarta donde está Sunchales. 
La construcción correspondió al capitán de dragones Prudencio M Gastañaduy nombrado por el virrey Nicolás Arredondo.
Se construyó una iglesia en 2008 por Florial Galletti, como recordatorio de su esposa Beatriz Emma Rolón quien fuera oriunda de esta localidad.
Estos terrenos pasaron a propiedad de la sociedad colonizadora de Córdoba (Banco colonizador nacional), (fundadora de la localidad de Elisa).
El 17 de septiembre de 1891 por gestión de Ildefonso Parejo apoderado de la sociedad, logrando la aprobación del pueblo por resolución de 24 de noviembre de 1891 siendo esta la fecha de fundación del pueblo, en el que ya existía una estación de ferrocarril habilitada el 15 de julio de 1888. 
La "Comisión de Fomento se constituyó el 8 de julio de 1926.